# Tom Sturridge
Tom Sturridge, właśc. Thomas Sidney Jerome Sturridge (ur. 5 grudnia 1985 w Lambeth) – brytyjski aktor filmowy i teatralny.

## Życiorys
Urodził się w Lambeth w Londynie jako syn aktorki Phoebe Nicholls i reżysera Charlesa Sturridge. Jego dziadek ze strony matki Anthony Nicholls i babcia Faith Kent (z domu Heaslip) byli także aktorami. Jego pradziadek ze strony matki Horace Nicholls był fotografem. Ma młodsze rodzeństwo - brata Artura i siostrę Matildę, również związanymi z aktorstwem. Ukończył Harrodian School i Winchester College.
W 1996, w wieku 11 lat, po raz pierwszy wystąpił w roli Toma Gullivera w reżyserowanej przez jego ojca telewizyjnej adaptacji Podróży Guliwera z Tedem Dansonem i Mary Steenburgen.
W 2004, mając 18 lat, powrócił na ekran zagrał w komediodramacie Istvána Szabó Julia. W ekranizacji powieści Williama Thackeraya Vanity Fair. Targowisko próżności (2004) wystąpił w roli syna kapitana George’a Henry’ego Osborne’a (Jonathan Rhys Meyers). W komediodramacie Richarda Curtisa Radio na fali (2009) u boku Billa Nighyego, Rhysa Ifansa i Philipa Seymoura Hoffmana zagrał postać. W 2012 wcielił się w rolę Allena Ginsberga w filmowej adaptacji powieści W drodze.
W 2022 roku wystąpił w tytułowej roli w serialu Netfliksa Sandman.

## Życie prywatne
W latach 2011–2015 był związany z aktorką Sienną Miller, z którą ma córkę Marlowe Ottoline Layng (ur. 7 lipca 2012).

## Filmografia
- 1996: Podróże Guliwera jako Tom Gulliver
- 2004: Vanity Fair. Targowisko próżności jako młody Georgy
- 2004: Julia jako Roger Gosselyn
- 2006: Like Minds jako Nigel Colby
- 2009: Radio na fali jako Carl
- 2010: Czekając na wieczność jako Will Donner
- 2011: Junkhearts jako Danny
- 2012: W drodze jako Carlo Marx
- 2014: Z dala od zgiełku jako sierżant Troy
- 2014: Effie Gray jako John Everett Millais
- 2017: Song to Song jako brat BV
- 2017: Mary Shelley jako George Gordon Byron
- 2018: Velvet Buzzsaw jako Jon Dondon
- 2019: Sweetbitter jako Jake
- 2022: Sandman jako Morfeusz